# Корейський меч

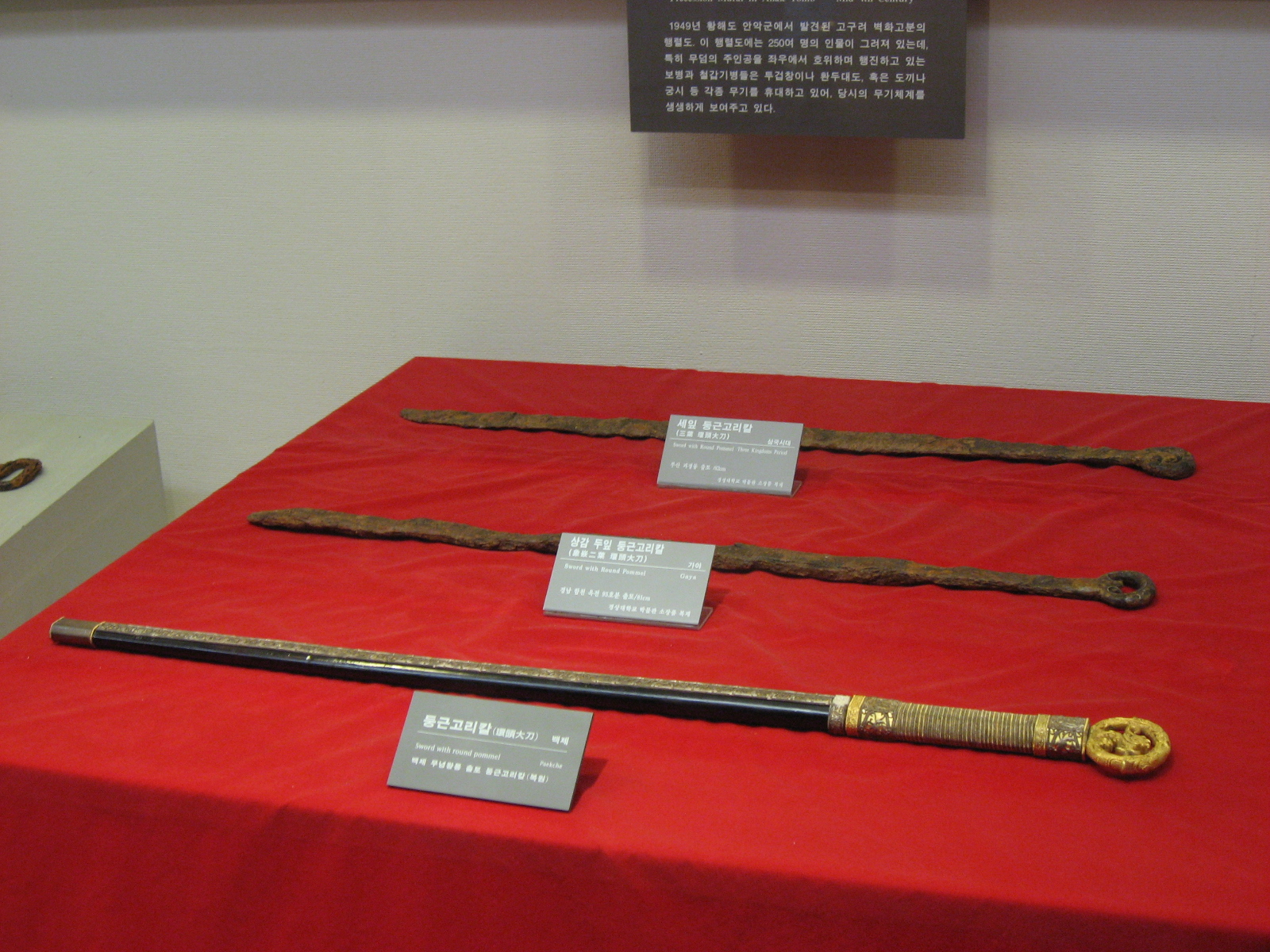
Мечі епохи Трьох Царств зазвичай мали кільцеподібне руків'я. Руків'я дорогих мечів прикрашали драконами і феніксами

Корейська меч (кор.검, читається "ком", ханча 劍) — меч, вироблений на території Корейського півострова. Відмінною особливістю корейських мечів є пристосованість до носіння в руці (а не на поясі) ріжучим краєм вниз, тоді як японський меч носять на поясі ріжучим краєм вгору. 

## Історія
Корейська ковальська справа розвивалася в умовах контактів з сусідніми країнами, збагачуючи мистецтво виготовлення мечів. У доісторичну епоху японські і корейські виробники мечів обмінювалися досвідом; після завоювання країни монголами монгольські ковальські традиції були перейняті корейцями. 
Довгі мечі епохи Трьох корейських держав використовувалися переважно кавалерією і командувачами (які також пересувалися верхи), а не піхотою. В цей час наземні війська складалися в основному з піших пікінерів і лучників, кінних лучників, кінних мечників, озброєних двома мечами. Мечі були основною зброєю під час битви, а використовувалися для несподіваних атак, оборонних маневрів і ближнього бою. Клинки були важкими, так як виготовлялися з бронзи, а пізніше із заліза, часто забезпечувалися накінечниками. Короткі мечі використовувалися броньованими піхотинцями. 
До останньої третини періоду Трьох Королівств Кореї (з 450 року н.е.), технологія виготовлення сталі прийшла з Китаю (можливо в період Південних і Північних династій) і була прийнята на озброєння в усіх трьох королівствах (Когурьо, Пекче і Сілла). 
У період династії Корьо кілька корейських мечів були експортовані торговими місіями в Азії. 

## Термінологія
Існує 15 різновидів корейських мечів[джерело?], деякі з них більш відомі, ніж інші. 
У поняття «меч» входять також: 
- комджіп або піхви, часто лаковані;
- хьольджо або дол (більшість корейських мечів не містять цей елемент);
- хвандо-магі або фланець;
- кходині (코등이) гарда (захист рук); навершя у вигляді кільця; пензлик; круглу або широку гарду.

Існують дерев'яні мечі (мокком), металеві мечі, незаточенні тренувальні мечі (каком) і сталеві мечі з одностороннім заточенням з долом (чінком). 

## Галерея

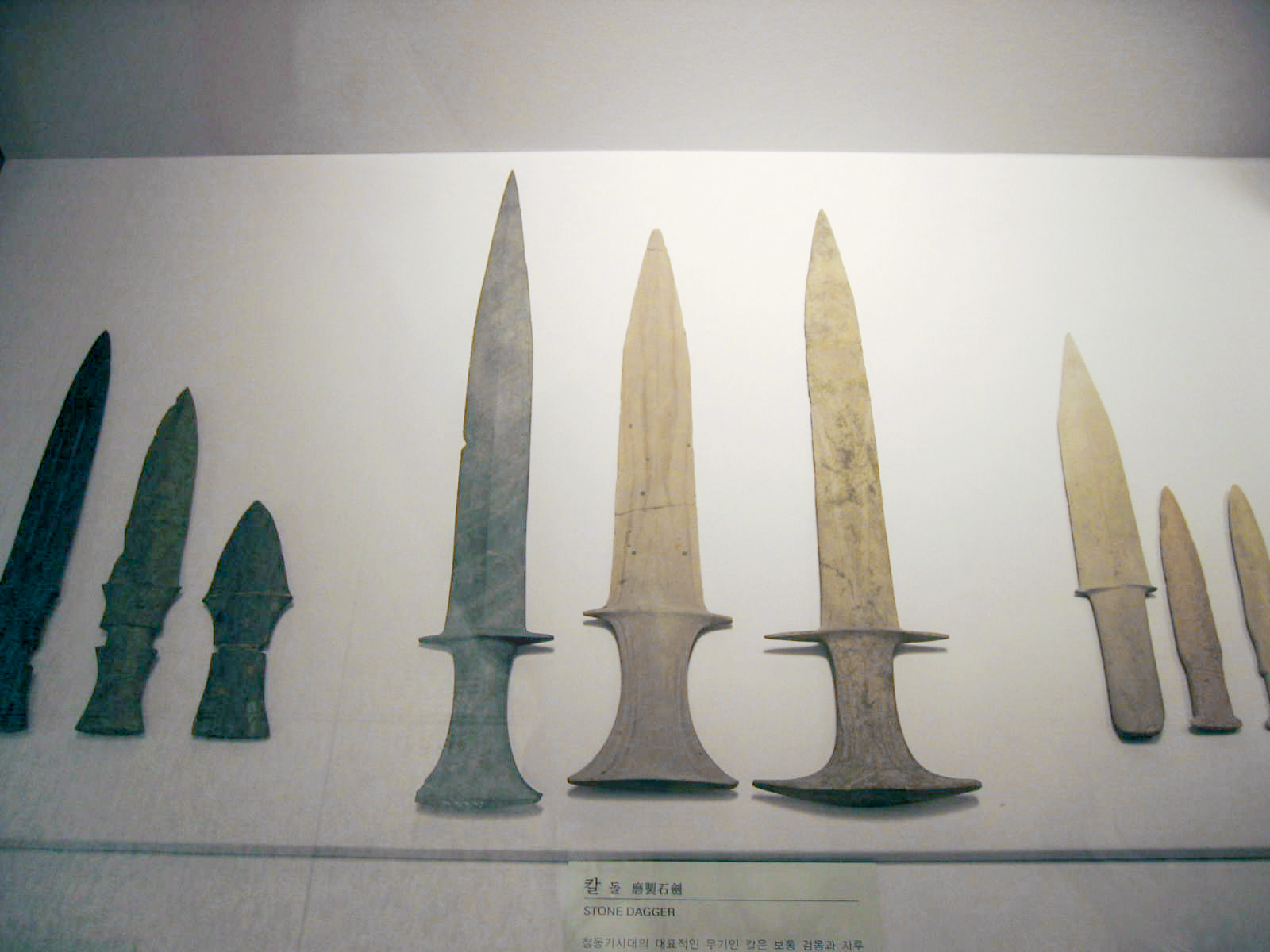
Корейський кинджал кам'яної доби
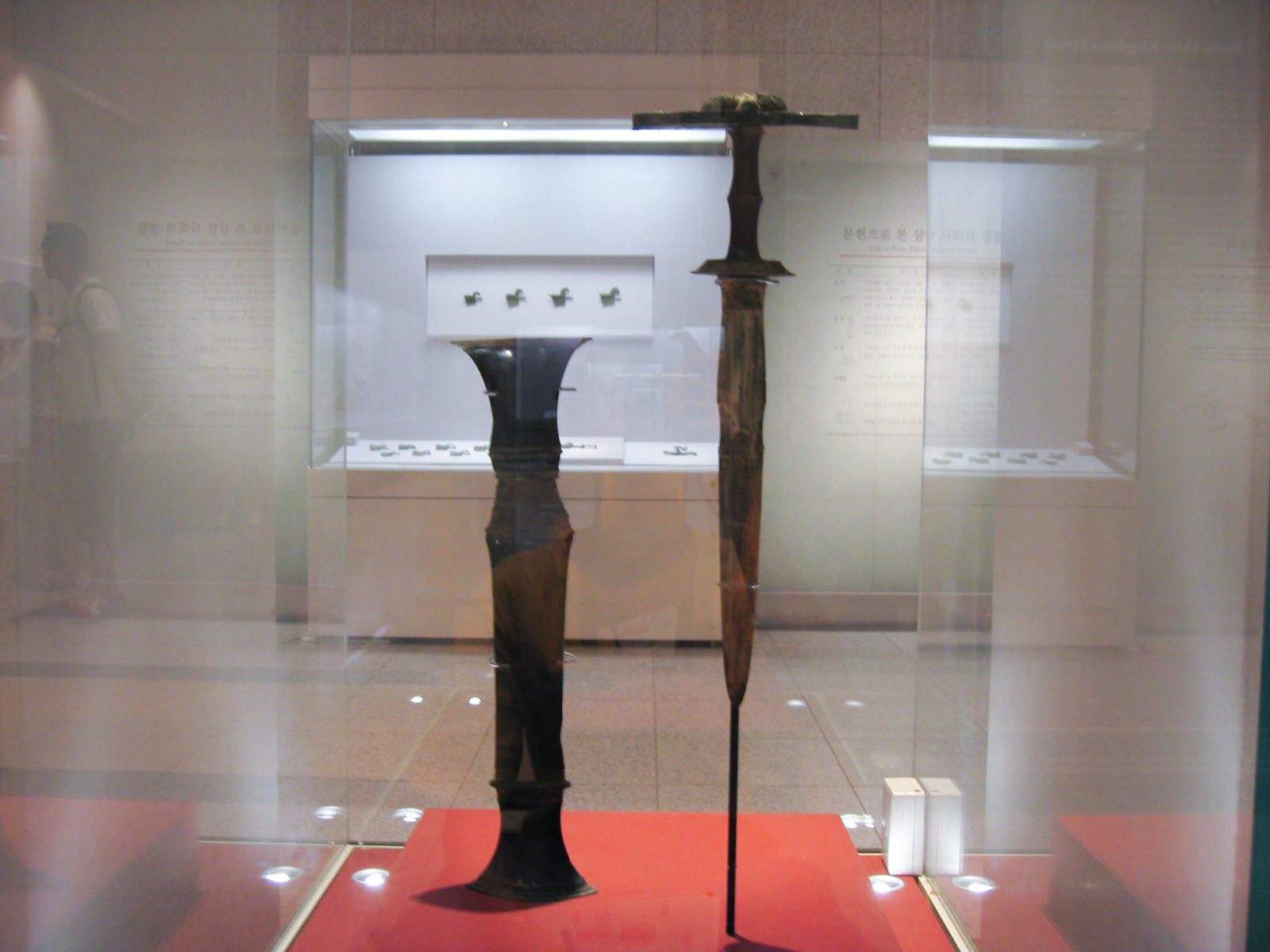
Меч, періоду до Трьох Королівств Кореї
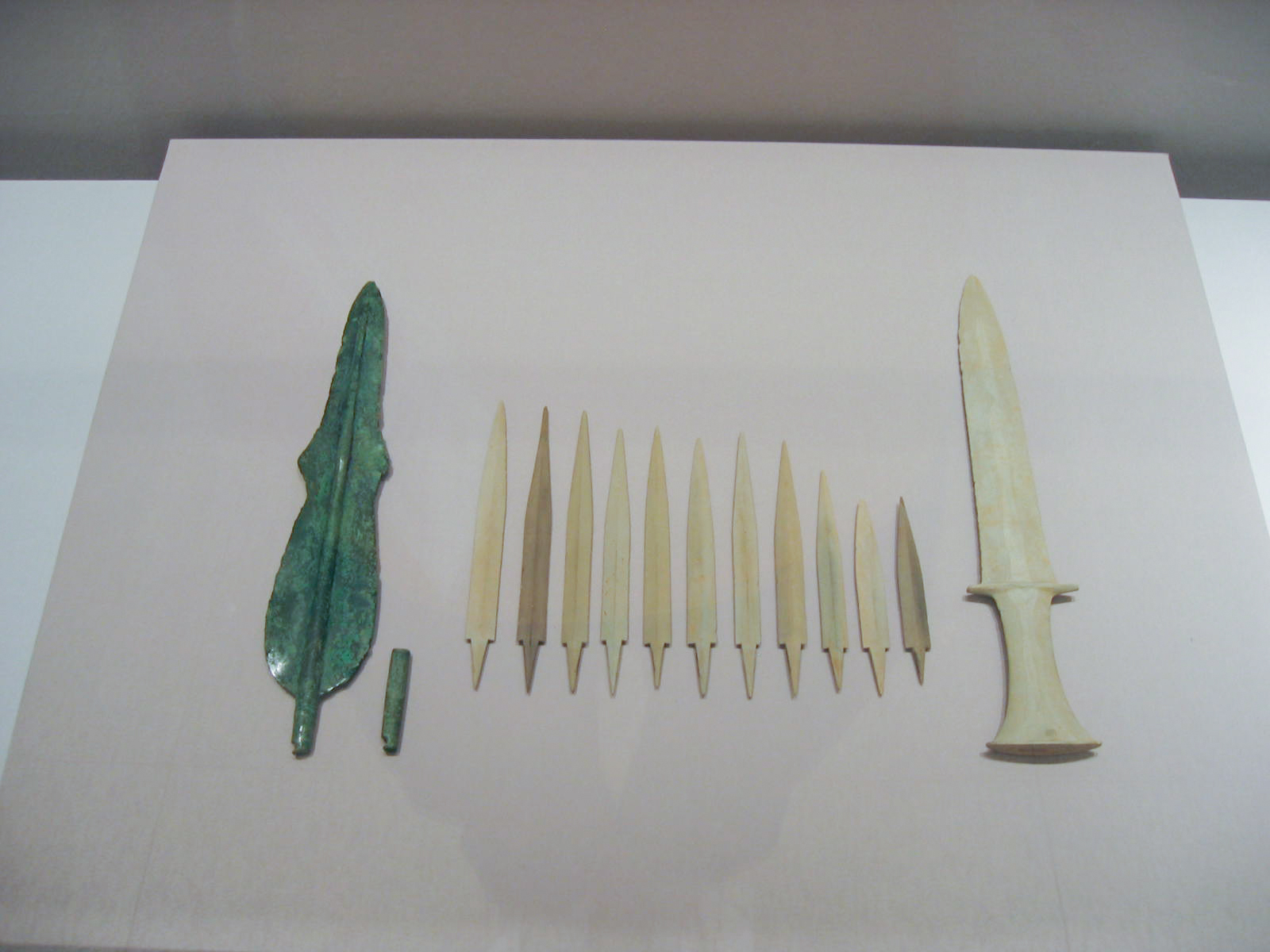
Зброя бронзової епохи, Пуйо
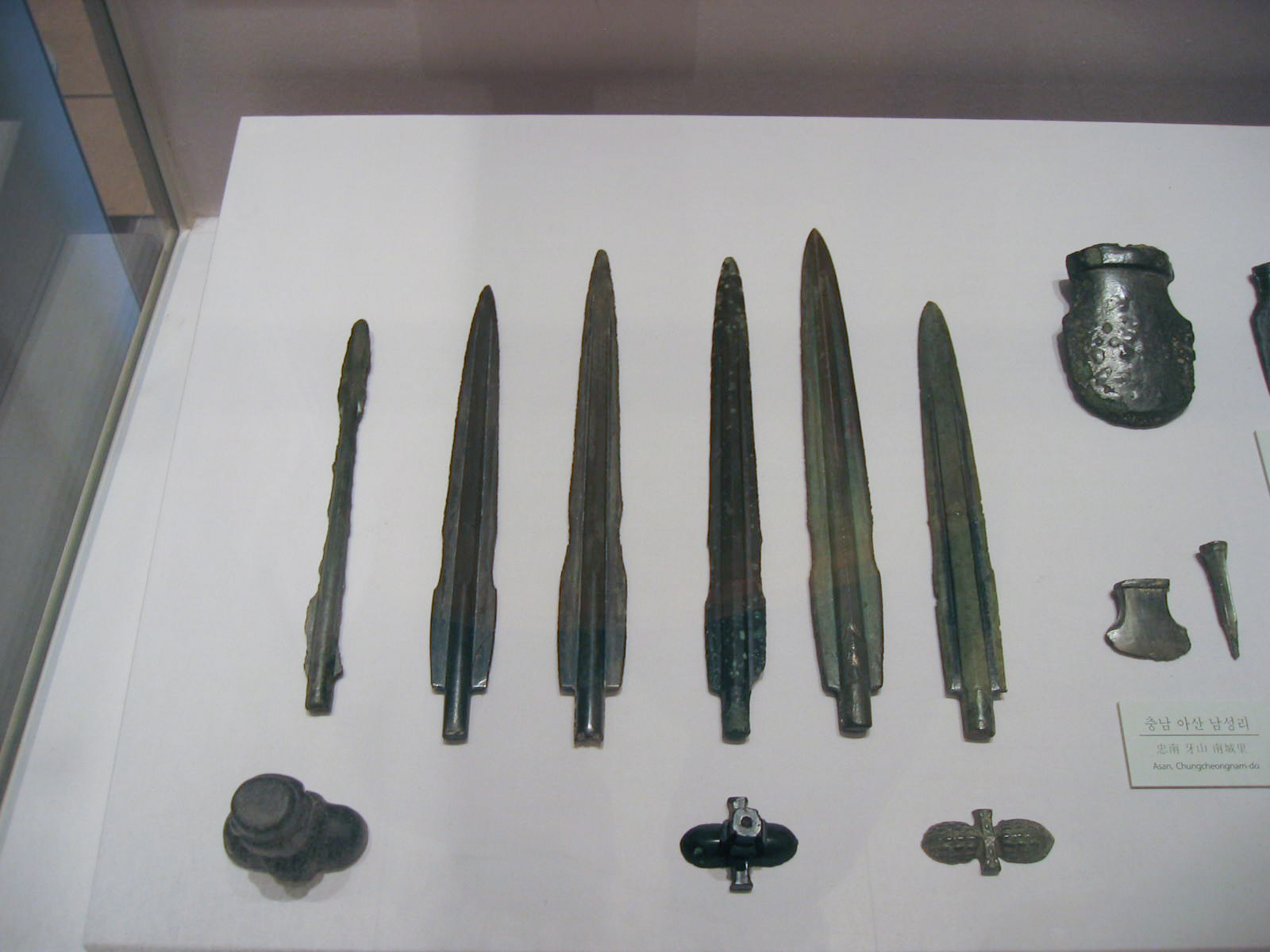
Корейський кинджал залізної ери
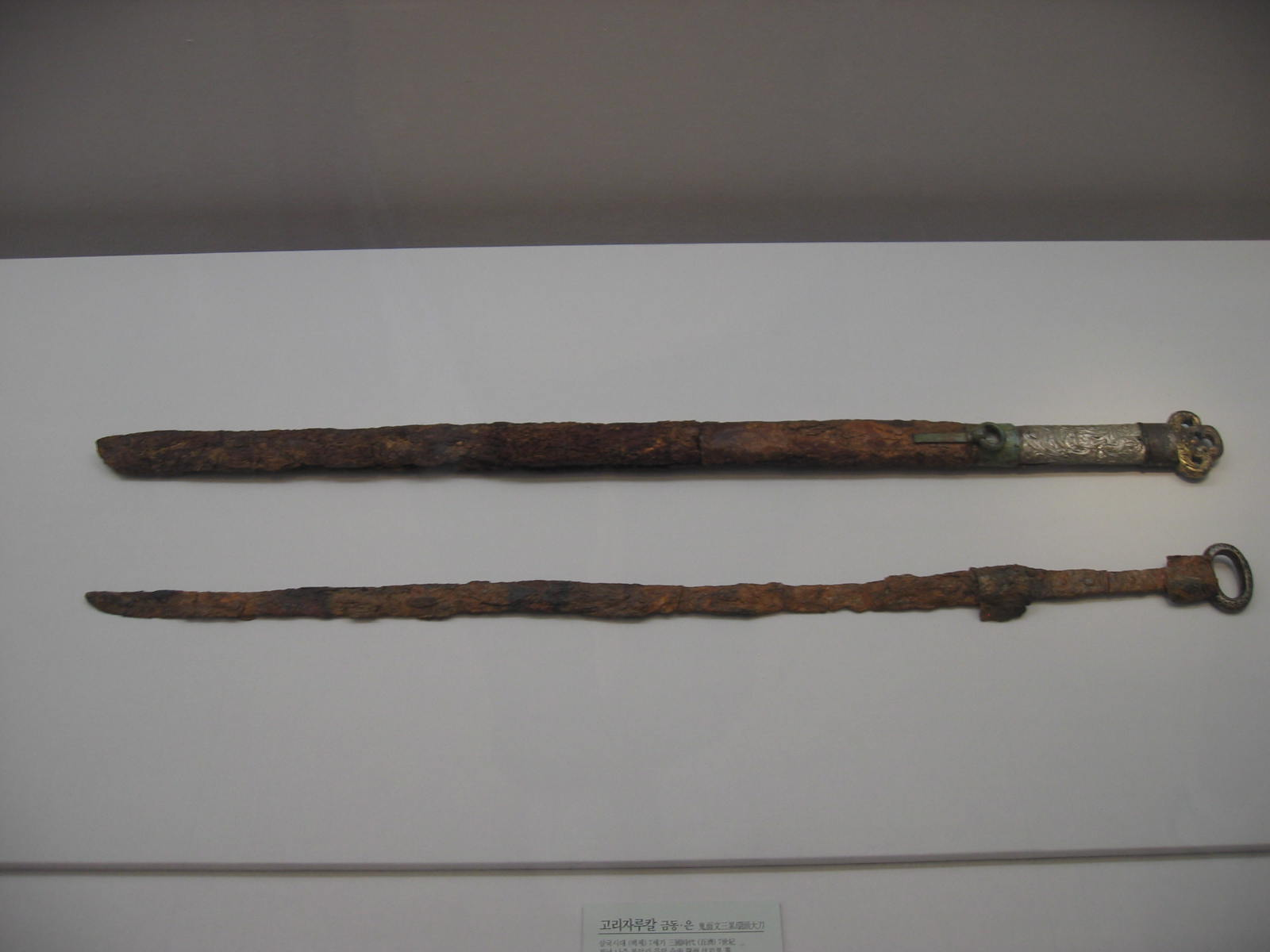
Меч, Пекче